# Calligonum spinosetosum
Calligonum spinosetosum är en slideväxtart som beskrevs av Maassoumi & Batooli. Calligonum spinosetosum ingår i släktet Calligonum och familjen slideväxter. Inga underarter finns listade i Catalogue of Life.